# Arabo
Arabo (1863. – 1893.) pravo ime Stepanos Mhitarjan (arm. Ստեփանոս Մխիթարյան), poznat i kao Arakel (arm. Առաքել) bio je proslavljeni i jedan od prvih armenskih fedajina.
Arabo je rođen u selu Kurtjer u današnjoj turskoj provinciji Bitlis. Pravo ime mu je bilo Stepanos Mhitarjan. Obrazovao u Samostanu svetih apostola u Muşu u današnjoj Turskoj. Od kasnih 1880-ih bio je vođa skupine fejadina iz Sasuna i Tarona. Turske su ga vlasti uhitile 1882. i osudile na 15 godina zatvora, no Arabo je uskoro pobjegao iz zatvora i nastavio djelovati kao fedajin. Od 1889. više je puta posjetio Kavkaz, a 1892. sudjelovao je i na Prvoj glavnoj skupštini Armenskog revolucionarnog saveza održanoj u Tbilisiju u današnjoj Gruziji.
Arabo je 1893. ubijen u sukobu s kurdskim bandama u Kealisoru na putu iz Hınısa za Muş.